# Otis Davis
Otis Crandall Davis, född 12 juli 1932 i Tuscaloosa, Alabama, död 14 september 2024 i North Bergen i Hudson County, New Jersey, var en amerikansk friidrottare inom kortdistanslöpning.
Davis blev olympisk mästare på 400 meter och 4×400 meter vid olympiska sommarspelen 1960 i Rom. Han vann 400 m på tiden 44,9 sekunder, den första någonsin under 45 sekunder.